# Lkáň
Lkáň – gmina w Czechach, w powiecie Litomierzyce, w kraju usteckim. 1 stycznia 2014 liczyła 180 mieszkańców.